# Flagstar Financial
Flagstar Financial, Inc. (FLG) é uma sociedade controladora bancária da Flagstar Bank, cuja sede está localizada em Hicksville, Nova Iorque. Em 2023, o banco operava 395 agências nos estados de Nova Iorque, Michigan, Nova Jérsei, Ohio, Flórida, Indiana, Califórnia, Arizona e Wisconsin. Anteriormente, essas agências operavam sob os nomes Queens County Savings Bank, Roslyn Savings Bank, Richmond County Savings Bank, Roosevelt Savings Bank e Atlantic Bank, em Nova Iorque; Garden State Community Bank, em Nova Jérsei; Ohio Savings Bank, em Ohio; e AmTrust Bank, no Arizona e na Flórida. No entanto, todas essas marcas foram unificadas sob o nome Flagstar em 21 de fevereiro de 2024. A FLG está na lista dos maiores bancos dos Estados Unidos e é uma das maiores instituições de crédito da região metropolitana da cidade de Nova Iorque.